# Palazzo dei Priori (Montecassiano)
Il Palazzo dei Priori è la sede del Comune della cittadina di Montecassiano, nelle Marche.
Rappresenta un bell'esempio dell'architettura gotica civile della regione.

## Storia

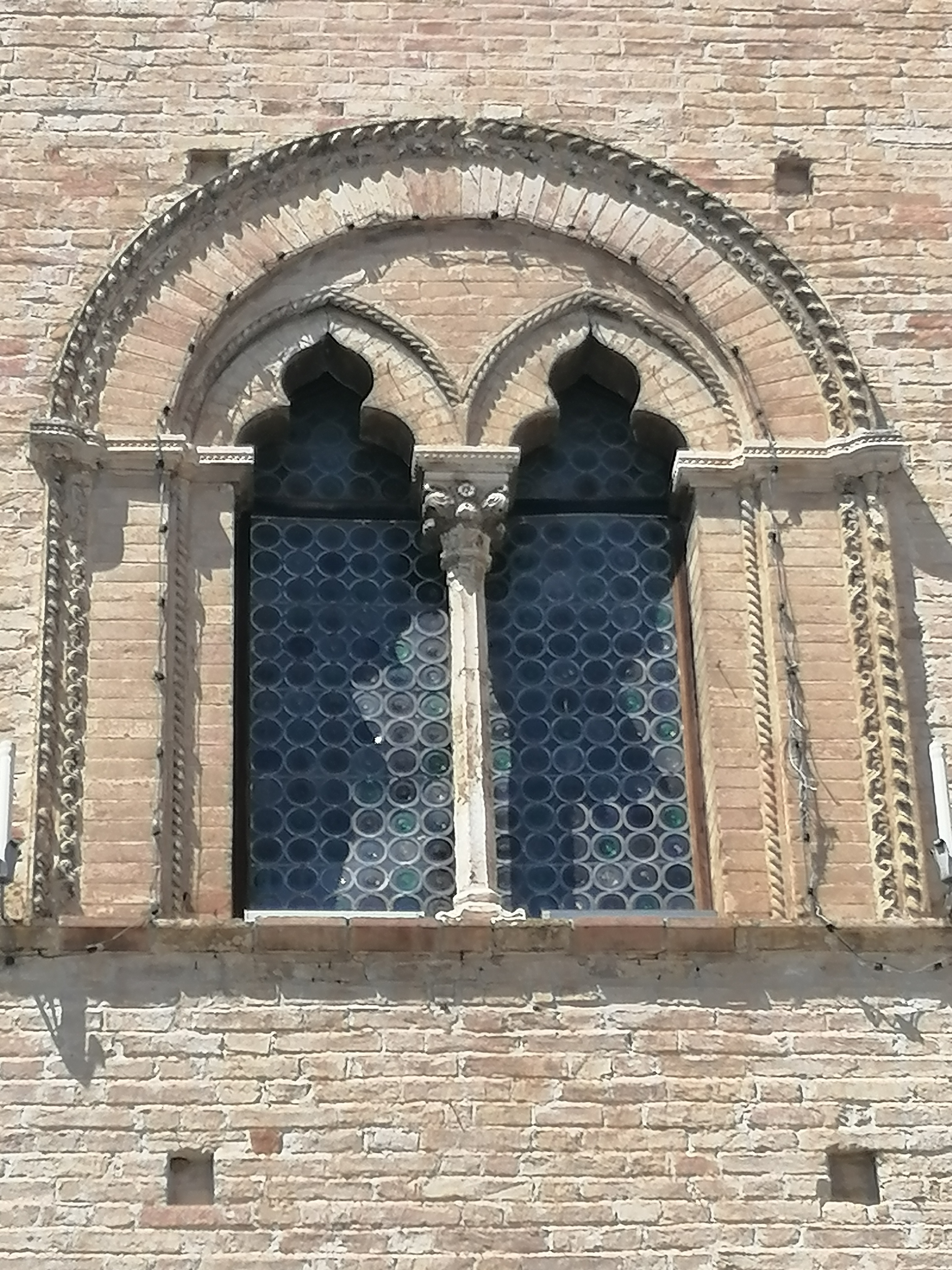
Una delle bifore della facciata.

Un primo palazzo comunale venne eretto in questo luogo nel XII secolo. Nel XV secolo venne ricostruito completamente e nel 1467 venne realizzata la bella facciata in cotto su disegno di mastro Antonio Lombardo, come attestato da una lapide affissa su un pilastro del portico.
Nel XVI secolo il Comune acquisì alcune case vicine e lo ampliò. Nel 1938 l'architetto Guido Cirilli intraprese una profonda opera di restauro che portò anche al ripristino della merlatura di coronamento e alla realizzazione dell'arcone che lo collega con il vicino Palazzo Compagnucci.

## Descrizione
Il fronte si presenta su due livelli, in basso un portico terreno di cinque arcate a tutto sesto è sorretto da pilastri ottagonali, e il piano superiore è aperto da tre belle bifore con esili colonnine e archi trilobati, e chiuso da una bella merlatura ghibellina. Il piano superiore è in gran parte occupato dall’Aula Magna, già sala consiliare, con copertura a capriate lignee e pianelle in cotto.
All'interno si conserva una stele funeraria lapidea risalente al I secolo d.C. in onore di Cassia Orestina, ritrovata nel 1602 nella località di Valle Cascia.